# 2013 EB
2013 EB est un petit astéroïde Apollon découvert en 2013.
Sa distance minimale d'intersection de l'orbite terrestre est de 0,001769 ua.